# Maarten Wynants
Maarten Wynants (Hasselt, 13 mei 1982) is een voormalig Belgisch wielrenner die sinds 2021 ploegleider is.

## Carrière
Wynants, professional sinds 2005, begon zijn carrière bij Jong Vlaanderen 2016, een beloftenploeg gesponsord door de Vlaamse overheid. In 2005 en 2006 reed hij voor Chocolade Jacques. In 2007 maakte hij de overstap naar de ProTour-wielerploeg Quickstep-Innergetic die hij in 2011 inruilde voor de Nederlandse wielerploeg Rabobank.
Tijdens de zesde etappe van de Ronde van Frankrijk 2012 raakte hij na 35 kilometer fietsen betrokken bij een massale valpartij. Wynants reed de etappe nog wel uit maar bleek later een geperforeerde long en twee gebroken ribben te hebben en kon de volgende dag niet van start.
Hij had aangekondigd om na Parijs-Roubaix in 2021 te stoppen als beroepswielrenner. Door de coronacrisis in Frankrijk was die wedstrijd echter verschoven naar het najaar, waardoor de Ronde van Vlaanderen 2021 zijn laatste wedstrijd als renner werd. Hierna werd Wynants ploegleider bij Team Jumbo-Visma.
Sinds 2011 wordt voor mannen een wielerwedstrijd georganiseerd ter ere van Wynants, de Trofee Maarten Wynants, en bestaat sinds 2014 ook voor vrouwen.

## Belangrijkste overwinningen
2004
 Belgisch kampioen op de weg, Beloften
2011
1e etappe Tirreno-Adriatico (ploegentijdrit)

## Resultaten in voornaamste wedstrijden
| Jaar | Ronde van Italië | Ronde van Frankrijk | Ronde van Spanje |
| ---- | ---------------- | ------------------- | ---------------- |
| 2005 |                  |                     |                  |
| 2006 |                  |                     |                  |
| 2007 |                  |                     |                  |
| 2008 |                  |                     |                  |
| 2009 |                  |                     | 113e             |
| 2010 |                  | 116e                |                  |
| 2011 |                  |                     |                  |
| 2012 |                  | opgave              |                  |
| 2013 | opgave           | 132e                |                  |
| 2014 |                  | 117e                |                  |
| 2015 |                  |                     | opgave           |
| 2016 |                  | 138e                |                  |
| 2017 |                  |                     |                  |
| 2018 |                  |                     |                  |
| 2019 |                  |                     |                  |
| 2020 |                  |                     |                  |
| 2021 |                  |                     |                  |

| Jaar | Milaan-San Remo | Gent-Wevelgem | Ronde van Vlaanderen | Parijs-Roubaix | Amstel Gold Race | Luik-Bast.‑Luik | Parijs-Tours | Omloop Het Nieuwsblad | Kuurne-Brussel-Kuurne |  | WK op de weg |  | Wereldranglijsten |
| ---- | --------------- | ------------- | -------------------- | -------------- | ---------------- | --------------- | ------------ | --------------------- | --------------------- |  | ------------ |  | ----------------- |
| 2005 |                 |               |                      |                | 48e              |                 |              |                       |                       |  |              |  |                   |
| 2006 |                 |               | 96e                  |                | opgave           | opgave          | opgave       |                       |                       |  |              |  |                   |
| 2007 |                 |               |                      |                |                  |                 | 119e         |                       |                       |  |              |  | 162e (UPT)        |
| 2008 |                 |               | 100e                 | opgave         | opgave           |                 |              |                       | 11e                   |  |              |  |                   |
| 2009 | opgave          | 80e           | 73e                  | 27e            |                  |                 |              |                       | 13e                   |  | 88e          |  |                   |
| 2010 | opgave          |               | 19e                  | 15e            |                  |                 |              | 72e                   |                       |  |              |  |                   |
| 2011 | 103e            | 81e           | 20e                  | opgave         |                  |                 | 62e          | 17e                   | 98e                   |  |              |  |                   |
| 2012 | opgave          | 18e           | 25e                  | 10e            |                  |                 |              | 13e                   | 100e                  |  |              |  | 187e (UWT)        |
| 2013 | opgave          | 53e           | 43e                  | 13e            |                  |                 | 58e          | 9e                    |                       |  |              |  |                   |
| 2014 |                 | opgave        | 34e                  | 39e            |                  |                 |              | 30e                   | 6e                    |  |              |  |                   |
| 2015 |                 | opgave        | 72e                  | 52e            |                  |                 | 11e          | 84e                   | 80e                   |  |              |  |                   |
| 2016 |                 |               | 91e                  | 12e            |                  |                 | 129e         | 21e                   | 55e                   |  |              |  |                   |
| 2017 |                 |               | opgave               | buit.tijd      |                  |                 | 97e          | 55e                   |                       |  |              |  | 324e (UWT)        |
| 2018 | 126e            | 92e           | 54e                  | 36e            | opgave           |                 | 23e          | 31e                   | 59e                   |  |              |  | 248e (UWT)        |
| 2019 |                 | 30e           | 103e                 | 40e            |                  |                 |              |                       |                       |  |              |  | 1095e (UWR)       |
| 2020 |                 | opgave        | opgave               |                |                  |                 |              | 67e                   |                       |  |              |  |                   |
| 2021 |                 | 46e           | 92e                  |                |                  |                 |              | 92e                   |                       |  |              |  |                   |

## Ploegen
- 2004 –  Jong Vlaanderen 2016
- 2005 –  Chocolade Jacques-T Interim
- 2006 –  Chocolade Jacques-Topsport Vlaanderen
- 2007 –  Quick Step
- 2008 –  Quick Step
- 2009 –  Quick Step
- 2010 –  Quick Step
- 2011 –  Rabobank Cycling Team
- 2012 –  Rabobank Cycling Team
- 2013 –  Belkin-Pro Cycling Team [a]
- 2014 –  Belkin-Pro Cycling Team
- 2015 –  Team LottoNL-Jumbo
- 2016 –  Team LottoNL-Jumbo
- 2017 –  Team LottoNL-Jumbo
- 2018 –  Team LottoNL-Jumbo
- 2019 –  Team Jumbo-Visma
- 2020 –  Team Jumbo-Visma
- 2021 –  Team Jumbo-Visma (tot en met 4 april)

1. ↑  Tot de Ronde van Frankrijk heette de ploeg Blanco-Pro Cycling Team, maar na het aantrekken van Belkin als hoofdsponsor werd de naam veranderd.

Wielerploegen van Maarten Wynants
De Ketele · De Neef · De Wilde · Hovelijnck · Huysmans · Jacobs · Keisse · Meirhaeghe · Paulissen · Ranson · Renders · Roelandts · Schets · Steurs · Uytterhoeven · Van De Gehuchte · Van den Abeele · Van Der Hasselt · Van Rooy · Verspeeten · Wijnands · Wynants
Barbé · Belaey · Caethoven · Daelmans · De Schrooder · Eeckhout · Ghyllebert · Gilmore · Hovelijnck · Huysmans · Keisse · Kleynen · Lisabeth · Mertens · Peeters · Stubbe · Van Der Linden · Van Impe · Van Mechelen · Van Speybroeck · Veuchelen · Willems · Wynants
Barbé · Belaey · Caethoven · D'Hollander · De Fauw · Dehaes · De Schrooder · Eeckhout · Ghyllebert · Gilmore · Hovelijnck · Huysmans · Keisse · Lisabeth · Pauwels · Renders · Stubbe · Van Der Linden · Van Mechelen · Vanheule · Verbist · Veuchelen · Willems · Wynants · Maes (stagiair)
Baguet · Barredo · Bettini   · Boonen · Cretskens · Engels · Facci · Gárate · Grabovski · Hulsmans · de Jongh · Proni · Rosseler · Santaromita · Scarselli · Schwab · Seeldraeyers · Steegmans · Tankink · Tonti · Tosatto · Van De Walle · Van Impe · Van Petegem · Vasseur · Verheyen · Viganò · Visconti · Weylandt · Wynants · Moerman (stagiair) · Neirynck (stagiair) · Vermeersch (stagiair)
Barredo · Bettini   · Boonen · Carrara · Cretskens · Davis · Devolder · Jefimkin · Engels · Facci · Gárate · Grabovski · Hulsmans · de Jongh · Kvist · Proni · Rosseler · Scarselli · Schwab · Seeldraeyers · Steegmans · Tonti · Tosatto · Van De Walle · Van Impe · Viganò · Visconti · Weylandt · Wynants · Joseph (stagiair) · Malacarne (stagiair)
Barredo · Boonen · Cataldo · Chavanel · Cornu · Davis · de Jongh · De Weert · Devenyns · Devolder · Engels · Facci · Hovelijnck · Hulsmans · Koenitski · Kvist · Malacarne · Pineau · Reda · Rosseler · Samojlaw · Schwab · Seeldraeyers · Tosatto · Van De Walle · Van Impe · Velo · Weylandt · Wynants · Robert (stagiair)
Barredo · Boonen · Cataldo · Chavanel · De Weert · Devenyns · Devolder · Engels · Facci · Hovelijnck · Hulsmans · Keisse · Koenitski · Kvist · Maes · Malacarne · Pineau · Reda · Samojlaw · Seeldraeyers · Stauff · Tosatto · Van De Walle · Van Impe · Velo · Weylandt · Wynants · Robert (stagiair) · Van Keirsbulck (stagiair)
Barredo ·
Boom ·
Bos ·
Breschel ·
Brown ·
Clement ·
ten Dam ·
van Emden ·
Flens ·
Freire · 
Gárate ·
Gesink ·
Kruijswijk ·
Langeveld ·
Leezer ·
Martens ·
Matthews ·
Mollema ·
Niermann ·
Sánchez ·
Slagter ·
Tankink ·
Tjallingii ·
Vermeltfoort ·
Weening ·
van Winden · 
Wynants ·
Goos (stagiair)
Barredo ·
Bol · 
Boom ·
Bos ·
Breschel ·
Brown ·
Clement ·
ten Dam ·
van Emden ·
Flens ·
Gárate ·
Gesink ·
Kelderman ·
Kruijswijk ·
Leezer ·
Martens ·
Matthews ·
Mollema ·
Niermann ·
Renshaw ·
Sánchez ·
Slagter ·
Tankink ·
Tjallingii ·
Vermeltfoort ·
van Winden · 
Wynants ·
Goos (stagiair)
Bobridge · 
Bol · 
Boom ·  
Bos · 
Brown · 
Clement · 
Flens · 
Gárate · 
Gesink · 
Goos ·  
Hofland · 
Kelderman · 
Kruijswijk · 
Leezer · 
Martens · 
Mollema · 
Nordhaug · 
Renshaw ·
Tankink · 
Tanner · 
ten Dam · 
Tjallingii ·  
van Emden · 
van Winden · 
Vanmarcke · 
Wagner · 
Wynants · 
Slik (stagiair)
Bobridge · Bol · Boom ·  Bos · Brown · Clement · Flens · Gárate · Gesink · Goos · Hivert · Hofland · Keizer · Kelderman · Kruijswijk · Leezer · Markus · Martens · Mollema · Nordhaug · Tankink · Tanner · ten Dam · Tjallingii · van der Lijke · van Emden · van Winden · Vanmarcke · Wagner · Wynants · Tusveld (stagiair)
Bennett · Bulgaç · De Weert · Flens · Gesink · Goos · Hofland · Keizer · Kelderman · Kruijswijk · Leezer · Lindeman · Markus · Martens · Roosen · Tankink · Teunissen · ten Dam · Tjallingii · Van Asbroeck · van der Lijke · van Emden · Vanmarcke · van Winden · Wagner · Wynants · Bouwman (stagiair) · Castelijns (stagiair) · Lammertink (stagiair)
Battaglin · Bennett · Bouwman · Campenaerts · Castelijns · van Emden · Gesink · Goos · Groenewegen · Hofland · Keizer · Kelderman · Kruijswijk · Lammertink · Leezer · Lindeman · Martens · Roglič · Roosen · Tankink · Teunissen · Tjallingii · Van Asbroeck · Vanmarcke · Vermeulen · Wagner · van Winden · Wynants
Battaglin · Bennett · Boom · Bouwman · Campenaerts   · Castelijns · Clement · De Tier · van Emden · Gesink · Groenewegen · Jansen · Keizer · Kruijswijk · Lammertink · Leezer · Lindeman · Lobato · Martens · Olivier · Roglič · Roosen · Tankink · Tolhoek · Van den Broeck · Van Hoecke · Vermeulen · Wagner · Wynants · Janssen (stagiair)
Battaglin · Bennett · Boom · Bouwman · Clement · De Tier · Eenkhoorn · van Emden · Gesink · Groenewegen · Jansen · Kruijswijk · Kuss · Leezer · Lindeman · Martens · Olivier · van Poppel · Powless · Roglič · Roosen · Tankink · Tolhoek · Van Hoecke · Wagner · Wynants
Van Aert · Bennett · Bouwman · De Plus · Dumoulin · Eenkhoorn · Foss · Gesink · Groenewegen · Harper · Hofstede · Jansen · Kruijswijk · Kuss · Leezer · Lindeman · Martens · Martin · Pfingsten · Roglič   · Roosen · Teunissen · Tolhoek · Van der Hoorn · Van Emden · Vingegaard · Wynants
Van Aert · Affini · Bennett · Bouwman · Dekker · van Dijke (vanaf 5 september) · Dumoulin · Eenkhoorn · Van Emden · Foss · Gesink · Groenewegen · Harper · Hofstede · Van Hooydonck · Kooij (vanaf 18 februari) · Kruijswijk · Kuss · Leemreize · Martens (t/m 30 mei) · Martin · Oomen · Pfingsten · Roglič   · Roosen · Teunissen · Tolhoek · Vingegaard · Wynants (t/m 4 april)